# Fantu Worku
Fantu Worku (née le 29 mars 1999) est une athlète éthiopienne, spécialiste des courses de demi-fond. 

## Palmarès
| Date | Compétition                    | Lieu             | Résultat | Épreuve | Temps          |
| ---- | ------------------------------ | ---------------- | -------- | ------- | -------------- |
| 2016 | Championnats d'Afrique         | Durban           | 4e       | 1 500 m | 4 min 5 s 84   |
| 2016 | Championnats du monde juniors  | Bydgoszcz        | 2e       | 1 500 m | 4 min 8 s 43   |
| 2017 | Championnats d'Afrique juniors | Tlemcen          | 2e       | 1 500 m | 4 min 30 s 76  |
| 2018 | Championnats du monde en salle | Birmingham       | 6e       | 3 000 m | 8 min 50 s 54  |
| 2019 | Ligue de diamant               | Ligue de diamant | 8e       | 5 000 m | 14 min 45 s 59 |
| 2019 | Championnats du monde          | Doha             | 6e       | 5 000 m | 14 min 40 s 47 |